# Paludella squarrosa
Paludella squarrosa (Hedw.) Brid., 1817 è un muschio della famiglia delle Meesiaceae, a distribuzione circumpolare-artica, che ha nelle Alpi italiane le sue stazioni europee più meridionali. È l'unica specie nota del genere Paludella.

## Distribuzione e habitat
Questa pianta ha una distribuzione circumpolare-artica. In Europa è largamente diffusa nella parte settentrionale della Finlandia, ma è presente anche nelle regioni centro-meridionali. Pianta ampiamente presente nell'interglaciale Riss-Würm, la sua presenza in Italia è attualmente limitata a pochissime località fra la Lombardia e il Trentino. 
Si tratta di piccole popolazioni relitte, alcune delle quali, come quella nella palude di Santa Caterina di Valfurva, coprono una superficie di appena 50–100 m2. La palude è un sito altamente protetto, nel cuore del Parco nazionale dello Stelvio, sia perché vasta zona umida, sia proprio per la presenza della Paludella. Questa, che è una specie particolarmente acidofila, riesce a sopravvivere fra gli sfagni grazie alla vicinanza di una sorgente debolmente ferruginosa e discretamente acida (pH = 6,5).